# Chalinolobus
Chalinolobus is een geslacht van vleermuizen uit de familie der gladneuzen (Vespertilionidae) dat voorkomt in Australië, Zuidoost-Nieuw-Guinea, Nieuw-Caledonië en Nieuw-Zeeland. Het Afrikaanse geslacht Glauconycteris wordt soms ook tot Chalinolobus gerekend. Het zijn middelgrote vleermuizen met een donkere vacht. De leden van dit geslacht hebben korte, ronde oren, vlezige uitsteeksels bij de onderlip en de oren. Genetisch is het geslacht het nauwst verwant aan twee andere Australische geslachten, Nyctophilus en Vespadelus.
Wilhelm Peters stelde in 1866 Chalinolobus voor als nieuw geslacht, om er de soort Vespertilio tuberculatus in onder te brengen. Johann Reinhold Forster had deze vleermuis ontdekt in Nieuw-Zeeland op 22 mei 1773. Forster had ze beschreven in zijn manuscript, dat pas in 1844 postuum werd uitgegeven. Peters stelde vast dat het exemplaar, dat in het Royal College of Surgeons in Londen in alcohol werd bewaard, niet tot het geslacht Vespertilio behoorde, maar eerder tot een apart geslacht, dat hij Chalinolobus noemde. George Edward Dobson gaf in 1875 een nieuwe beschrijving van het geslacht.

## Soorten
Dit geslacht omvat de volgende acht soorten:
- Chalinolobus dwyeri (Zuidoost-Queensland en Noordoost-New South Wales)
- Chalinolobus gouldii (Australië en Norfolk)
- Chalinolobus morio (verspreid in Midden- en Zuid-Australië)
- Chalinolobus neocaledonicus (Nieuw-Caledonië)
- Chalinolobus nigrogriseus (Noord- en Oost-Australië en mogelijk Nieuw-Guinea)
- Chalinolobus orarius (Zuidoost-Nieuw-Guinea)[5]
- Chalinolobus picatus (binnenland van Oost-Australië)
- Chalinolobus tuberculatus (Nieuw-Zeeland)